# 阿韦尔凯尔克
阿韦尔凯尔克（法語：Haverskerque）是法国上法兰西大区诺尔省的一个市镇，位于该省西北部，和加来海峡省接壤，属于敦刻尔克区。该市镇2009年时的人口为1,425人。

## 人口
阿韦尔凯尔克人口变化图示
| 数据来源：INSEE |